# Џунгариптерус
Џунгариптерус (Dsungaripterus) је био птеродактил из доба креде.

## Опис
Као и сви птеродактили, био је летећи гмизавац, а распон крила је достизао максималну дужину од 3,5 m. Изнад основе кљуна имао је необичну кресту шиљатог и навише повијеног врха. Зуби су му били кратки и снажни, погодни за дробљење хране. Ноге су му биле дуге, погодне за гацање у плићаку.

## Начин живота
Претпоставља се да је живео у јатима и да је за свој лет користио стубове топлог ваздуха. Гацао је по морском плићаку, али је посећивао и слатке воде како би се напојио и окупао.

## Исхрана
Грађа зуба упућује на то да се хранио мекушцима и другим морским животињама са чврстом љуштуром које је могао да здроби снажним вилицама.

## Фосилни налази
Ово је први птеродактил чији су фосили нађени у Кини.